# Иван Кесяков (кмет)
 Тази статия е за кмета на Копривщица.  За лекаря вижте Иван Кесяков.  
Иван Петков Кесяков е български минен инженер – маркшайдер, родом е от град Копривщица.
Професионалният му опит е дълъг: работил 28 години в най-големия златен рудник в Европа – рудник „Челопеч“. От тях 17 години като изпълнителен директор на рудника и до 1999 г. е изпълнителен директор на БИМАК АД.
Иван Кесяков е президент на Българската спортна федерация по кану-каяк към Министерството на младежта и спорта, трети мандат от 1989 година. От 1995 г. е и председател на фондация „Копривщица“.
Доктор Хонорис кауза и почетен доктор на Балканската академия на науките и културата.
Кмет на Община Копривщица с два мандата – от 1999 до 2003 г. и от 2011 до 2014 г. до смъртта на поста си. Бил е и общински съветник в Община Копривщица – от 2003 до 2011 г.
На 11 ноември 2001 г. Иван Петков Кесяков с решение № 121 на Общинския съвет е обявен за почетен граждани на град Копривщица.

## Семейство
- Съпруга – Анна Кесякова – фармацевт
- Син – Алекси Кесяков – минен инженер, дългогодишен кмет на село Челопеч
- Дъщеря – Даниела Кесякова
- Брат – Алекси Кесяков – полковник, бивш началник на направление „Пътна полиция“ при ДНСП
- Внуци – Аня Кесякова, Йоан Кесяков, Алекси Кесяков